# Distretto di Hutag-Ôndôr
Il distretto di Hutag-Ôndôr è uno dei sedici distretti (sum) in cui è suddivisa la provincia di Bulgan, in Mongolia. Conta una popolazione di 4.591 abitanti (censimento 2009). 